# David Proval
David Proval est un acteur américain, né le 20 mai 1942 à Brooklyn, New York (États-Unis).

## Biographie
Né Aaron Proval, il tient le rôle de Tony DeVienazo dans Mean Streets en 1972 au côté de Robert De Niro et d'Harvey Keitel.
En 1994, il tient le rôle de Snooze dans les Évadés. Plus récemment, en 2000, il est le charismatique Richie Aprile, beau-frère et adversaire de Tony Soprano dans la saison 2 de la série Les Soprano.

## Filmographie
- 1973 : Mean Streets : Tony DeVienazo
- 1973 : Cinderella Liberty : Sailor #1
- 1975 : Foster and Laurie (TV) : Ianucci
- 1976 : Deux Farfelus à New York (Harry and Walter Go to New York) : Ben
- 1977 : Wizards : Peace (voix)
- 1977 : Haute sécurité (Nowhere to Hide) (TV) : Rick
- 1978 : Nunzio : Nunzio
- 1982 : Hey Good Lookin' : Crazy Shapiro (voix)
- 1983 : La Nuit des juges (The Star Chamber) : Officer Nelson
- 1986 : Seule contre la drogue (Courage) (TV) : Angelo Cervi
- 1987 : The Monster Squad : Pilot
- 1988 : Vice Versa : Turk
- 1988 : Shakedown : Larry
- 1989 : Télé ringards (UHF) : Head Thug
- 1989 : Témoin à tuer (Perfect Witness) (TV) : Lucca
- 1991 : The Walter Ego : Phil Reardon
- 1992 : Innocent Blood : Lenny
- 1993 : Strike a Pose : McTeague
- 1993 : Le Secret du bonheur (Being Human) : George
- 1993 : Romeo Is Bleeding : Scully
- 1994 : Les Évadés (The Shawshank Redemption) : Snooze
- 1995 : The Courtyard (TV) : Dog Man
- 1995 : The Brady Bunch Movie : Electrician
- 1995 : Groom service (Four Rooms) : Sigfried (segment The Wrong Man)
- 1995 : To the Limit : Joey Bambino
- 1996 : The Rockford Files: Friends and Foul Play (TV) : Joseph 'Happy' Cartello
- 1996 : Le Fantôme du Bengale (The Phantom) : Charlie Zephro
- 1996 : Rolling Thunder
- 1997 : Dumb Luck in Vegas : Frank
- 1997 : Relic (The Relic) : Guard Johnson
- 1997 : Flipping : Billy White, Cop / Narrator / Michael's Lover
- 1997 : Skyscraper (vidéo) : Security guard
- 1998 : Rose Mafia (Mob Queen) : George Gianfranco
- 1998 : Couvre-Feu (The Siege) : Danny Sussman
- 2000 : L'Affaire McNamara (NewsBreak) de Serge Rodnunsky : Jacob Johnson
- 2000 : À la Maison-Blanche : Rabbi Glassman (Episode Saison 1 Episode 14 : Observe le jour du Sabbat)
- 2001 : Il était une fois James Dean (James Dean) (TV) : Daniel Mann
- 2001 : Zigs : Mike's Dad
- 2001 : The Hollywood Sign : Charlie
- 2002 : 13 Moons : Mo Potter
- 2002 : White Boy : Jim Lovero
- 2003 : Bookies : Larry
- 2004 : La Saveur du grand amour (Just Desserts) (TV) : Oncle Fabrizzio
- 2004 : Murder Without Conviction (TV) : James / Edward Talley
- 2005 : Miss FBI - Divinement armée (Miss Congeniality 2: Armed & Fabulous) : M. Grant
- 2005 : The Circle
- 2005 : Angels with Angles : Howie Gold
- 2006 : Hollywood Dreams : Caesar
- 2007 : Mi$e à prix (Smokin' Aces) : Victor Padiche
- 2016 : Aquarius (Danilo Hodiak)